# Temelucha indica
Temelucha indica là một loài tò vò trong họ Ichneumonidae.